# Lebka

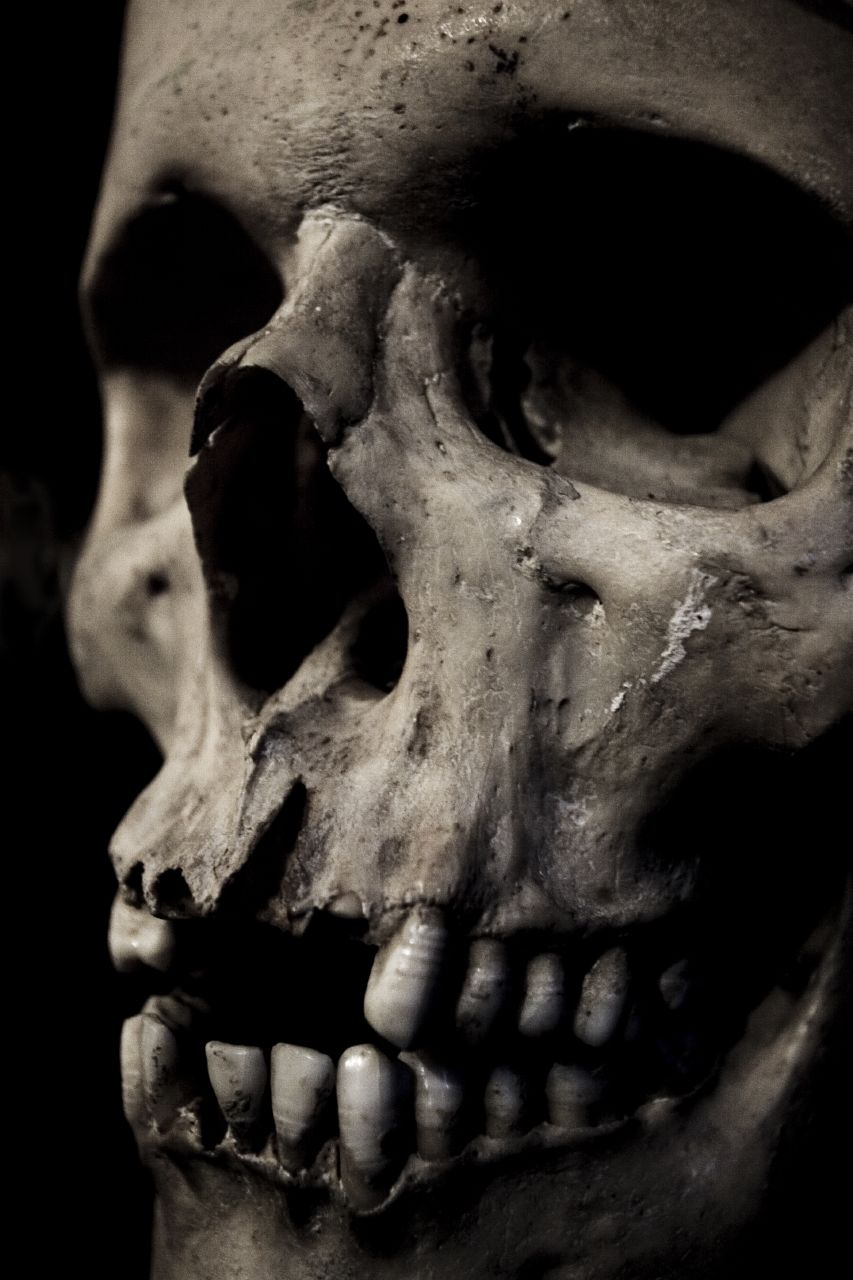
Lidská lebka

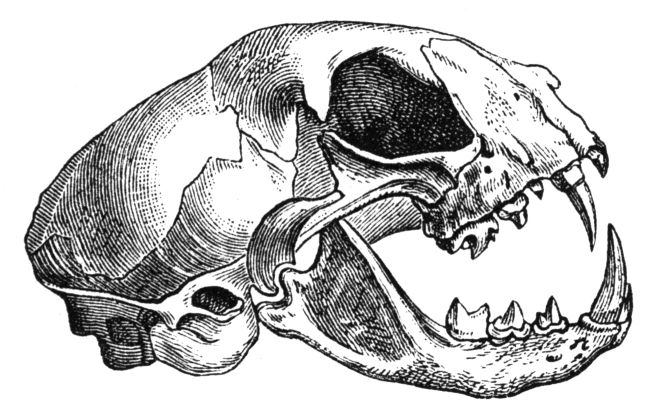
Kočičí lebka

Lebka (latinsky cranium) je složitá součást kostry obratlovců, která chrání mozek a smyslové orgány. Je vytvořena z řady lebečních kostí a je navázána pohyblivě na páteř. Většina kostí je v lebce spojena suturami, což jsou pevné vazivové spoje. Aby při porodu nedošlo ke zlomenině, mají novorozeňata mezi lebečními kostmi mezery, které jsou vyplněny vazivovými membránami (fontanely).
Spojení na lebce – švy – jsou nepohyblivá. Pohyblivý je jedině kloub spojující mandibulu (dolní čelist) s lebkou.

## Části lebky

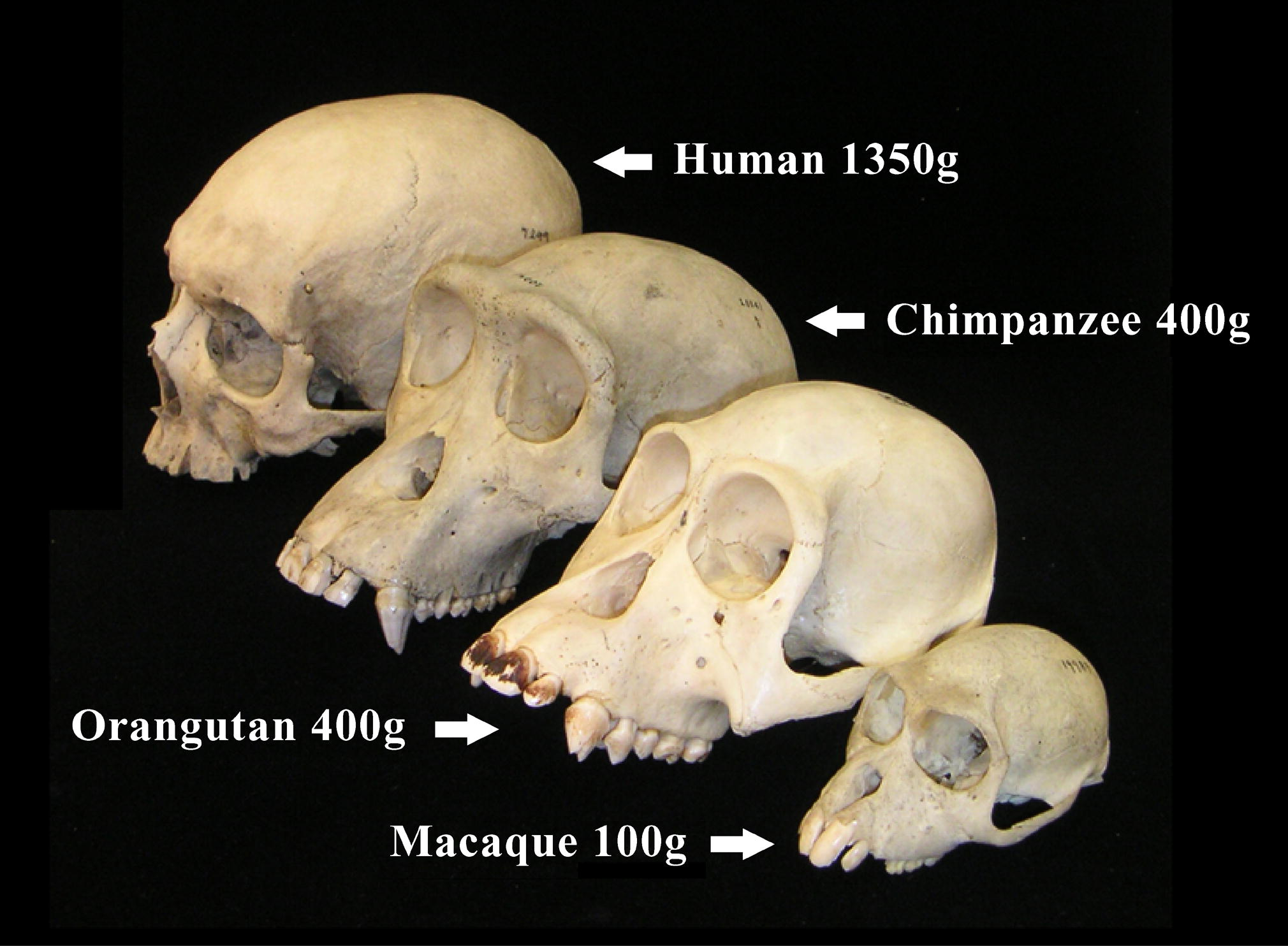
Srovnání lebky člověka, šimpanze, orangutana a makaka

U lebky obvykle rozeznáváme část obličejovou (splanchocranium) a mozkovnu (neurocranium). Obličejová část obsahuje vyústění smyslových orgánů a ústní otvor. Dutá mozková část chrání mozek. Jednotlivé oddíly lebky jsou:
- Klenba lebeční – latinsky neurocranium
- Báze lební
- Kostra obličeje – latinsky splanchocranium
- Horní čelist
- Dutiny pro sluchový aparát
- Dutina lební (v ní je uložen mozek)

## Kostra lebky

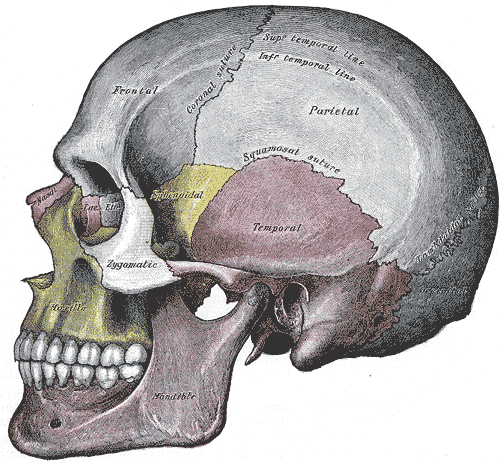
Pohled na lebku člověka ze strany

Kostra lebky (cranium) je tvořena větším počtem kostí, které jsou obvykle s výjimkou dolní čelisti navzájem pevně spojeny.

## Lebka člověka
Lebka člověka se skládá z 22 kostí. U novorozence jsou kosti relativně volné – prostor mezi nimi tvoří pružné vazivové lupínky (fontanely). Ty v průběhu prvních 2 let života postupně zarůstají (osifikují), ale nikdy nesrostou zcela.